# محراث حيواني

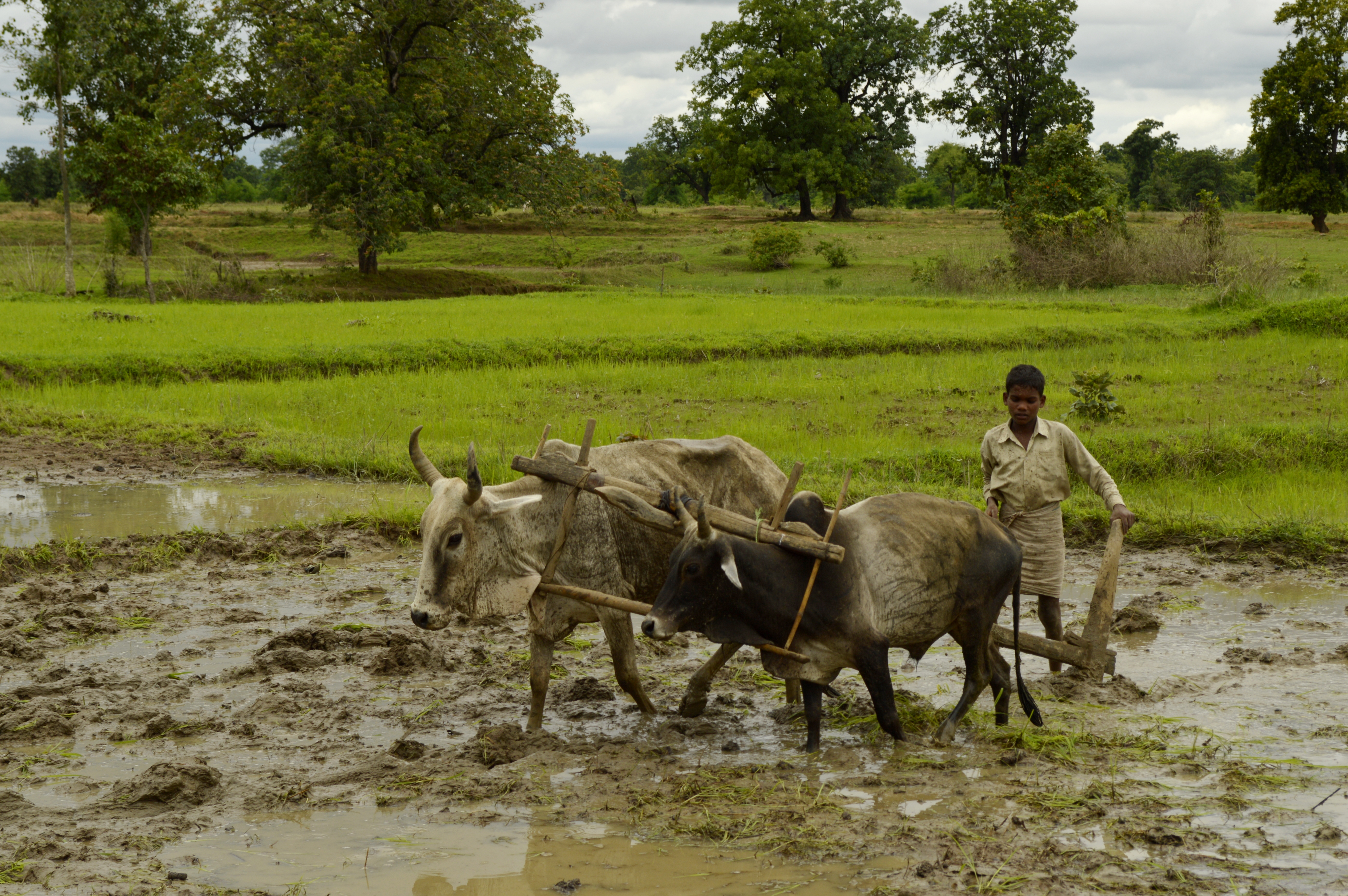
Ploughing of paddy field with an ard pulled by oxen

المحراث الحيواني هو أحد أنواع المحاريث وهو أداة لحراثة الأرض وقلب التربة وقلع الأعشاب، تجره الحيوانات، فقد يجره زوج من البقر، أو زوج من الحمير، وعندها يدعى (فدان)؛ وقد تجره دابّة واحدة (حمار واحد، أو حصان). وقد كان الناس قديمًا يصنعونه من الخشب، ثم أصبح معدنيًا. وما زال المحراث موجوداً حتى اليوم ويطلق عليه أيضاً اسم «العود».

## التاريخ
وُجدت عدة آثار تدل على وجود الآلة في ما قبل التاريخ، ويُعتقد بأنها كانت موجودة في العصر الحجري القديم واُستخدمت لحراثة الأرض بواسطة الماشية، حيث كانت تُستخدم هذه الآلة أيضاً في عام 2300 قبل الميلاد في العصور المصرية القديمة.

## أجزاء المحراث
- النير: يستخدم النير عندما تستخدم أكثر من دابة في الحراثة، وهو عبارة عن قطعة غليظة من الخشب قطرها 15سم وطولها متر ونصف، ينبعث من كلا طرفيها ثقبان، يثبت فيهما عودان غليظان بسمك 4-5سم، يسمى كل واحد منها زغلولة، يستخدما لتثبيت النير في عنق الدابتين، حيث يحيطان برقبة الدابة من الأعلى، ويستندا على كتفي الدابة على مخدة من الجلد والخيش ومحشوة بالقش، وبها تجر الدابتان عود الحراث.
- السكة: هي قطعة من الحديد ثقيلة الوزن حادة الرأس، ولها جناحان. وهي التي تقوم بحراثة الأرض معتمدة بذلك على وزنها وحدة رأسها وميله، وضغط الفلاح على الكابوسة، وقوة الدواب. والسكة تركب فوق الذكر.
- الكابوسة: هي مقبض علوي مثبت بالذكر باتجاه أفقي، تساعد الفلاح على ضغط المحراث في الأرض.
- الوصلة: عبارة عن قطعة خشب توصل بين النير والمحراث وكلاهما من الخشب القوي.
- إرياح:عبارة عن حبلان يصلان بين الكرْدانةِ والمحراثِ البلدي، يمتدان على جانبي الدابة، وبهما يجر عود الحراث.
- البرك: هو لوح خشبي مقدمته مربوطة بالوصلة بطوق حديدي بواسطة برغيين، له فتحة في مؤخرته بطول 10 سم وعرض 3 سم.
- الذكر: يدخل بالبرك من خلال الفتحة المذكورة أعلاه، جزء الذكر أعلى الفتحة سماكته 3 سم، والجزء الأسفل منه أسطواني قطره 10 سم واسمه «الفحلة».
- الناطح : هو الجزء الذي يربط البرك والذكر.
- الكردانة: قطعة خشبية توضع على رقبة الدابة، لكي تساعدها على جر المحراث اليدوي لحراثة الأرض، وهي عبارة عن خشبة سميكة ذات ضلعين على شكل رقم ثمانية، تصنع من خشب البلوط أو السنديان، ويثبت على جانبيها من اليمين واليسار حلقتان معدنيتا. عند الحرث توضع الكردانة على رقبة الدابة لجر المحراث، وتستند على كتفي الدابة على مخدة اسطوانية غليظة مصنوعة من الجلد والقش تسمى قلادة.
- القلادة: عبارة عن طوق أسطواني من الجلد المحشو بالقش يوضع على رقبة الحيوان. يلبّس الجزء الخارجي منه بقطعة من الجلد، والجزء الداخلي يلبس بقطعة من الخيش، وهي التي تلامس رقبة الحيوان الذي يجر المحراث البلدي، وتحميه من احتكاك الكردانة برقبة الحيوان. يلف الطوق حول رقبة الحيوان، ويضم طرفاه إلى بعضهما أسفل رقبة الحيوان ويتم ربطهما.
- المنساس: هو قضيب ثخين طويل في أعلاه مسمار حاد يحث به الفلاح الدابة على الحركة، وفي مؤخرته قطعة حديد مسطحة حادة لإزالة الطين إذا علق بالسكة.

والعود نوعان، الأول مصمم ليجره حيوانان، وتكون الوصلة بينهما. والنير هو القسم المشترك، والثاني مفصّل لدابة واحدة حيث تكون بين وصلتي العود.